# Zilla crownia
Zilla crownia is een spinnensoort in de taxonomische indeling van de wielwebspinnen (Araneidae).
Het dier behoort tot het geslacht Zilla. De wetenschappelijke naam van de soort werd voor het eerst geldig gepubliceerd in 1996 door Chang-Min Yin, Xie & Y. H. Bao.